# Суини (телесериал)
«Суини» (англ. The Sweeney) — английский телесериал в жанре полицейской драмы, транслируемый на британском телевидении в 1970-х.

## Сюжет
Сюжет повествует о британской полиции 1970-х годов, особое внимание уделяя двум членам «Летучей команды», подразделения столичной полиции, специализирующегося на борьбе с вооружёнными ограблениями и насильственными преступлениями в Лондоне. В главных ролях Джон Тоу в роли детектива-инспектора Джека Ригана и Деннис Уотерман в роли его партнёра, детектива-сержанта Джорджа Картера. Название сериала происходит от «Суини Тодд», что на сленге кокни (rhyming slang) означает «Летучий отряд».
Его очень большая популярность в Великобритании помогла создать два дополнительных полнометражных фильма — «Суини!» и «Суини 2».